# Pino del Río (kommunhuvudort)
Pino del Río är en kommunhuvudort i Spanien.   Den ligger i provinsen Provincia de Palencia och regionen Kastilien och Leon, i den norra delen av landet, 260 km norr om huvudstaden Madrid. Pino del Río ligger 996 meter över havet och antalet invånare är 265.
Terrängen runt Pino del Río är huvudsakligen platt. Pino del Río ligger nere i en dal. Runt Pino del Río är det ganska glesbefolkat, med 22 invånare per kvadratkilometer. Närmaste större samhälle är Saldaña, 14,9 km söder om Pino del Río. Trakten runt Pino del Río består till största delen av jordbruksmark.